# Cocincina
La Cocincina (o Cocin Cina, in francese Cochinchine, in vietnamita Nam Kỳ, in khmer កូសាំងស៊ីន, Kausangsin) fu una colonia dell'Indocina francese, situata nella zona più meridionale del Vietnam, vicino alla Cambogia.

## Geografia fisica
Si trova nella zona del delta del Mekong, che garantisce una straordinaria ricchezza di riso. Confina a nord con la Cambogia ed è bagnata dal Mar Cinese Meridionale e dal golfo del Siam. Il clima è monsonico e l'area è molto popolata, in essa si trova la principale città del Vietnam, Ho Chi Minh, antica Saigon.

## Storia
Il territorio della Cocincina appartenne storicamente ai Khmer, che nel XIV secolo entrarono in una fase di progressivo declino e dovettero accettare di diventare tributari del Siam o del Vietnam. Agli inizi del XVII secolo, il nuovo sovrano khmer si alleò in funzione antisiamese ai vietnamiti, ai quali permise di iniziare una lenta penetrazione nel delta del Mekong che avrebbe portato la Cocincina sotto il loro controllo nel secolo successivo.

### Primi interventi francesi
Il nome Cocincina fu dato dai francesi, i cui primi interventi militari nel sud del Vietnam risalgono al 1787, quando il gesuita francese Pierre-Joseph-Georges Pigneau de Béhaine, missionario in quella zona, convinse il governo francese ad organizzare una spedizione che aiutò il nobile Nguyễn Ánh a riprendere il controllo dei territori sottratti alla sua famiglia dalla rivolta dei Tây Sơn.
Nguyễn Ánh riunificò quindi l'intero Vietnam e fu il primo imperatore della dinastia Nguyễn con il nome Gia Long. In seguito i francesi intervennero spesso in soccorso dei missionari presenti in Vietnam della Società per le missioni estere di Parigi, che erano visti come una minaccia dai successori di Gia Long.

### Conquista francese
Su ordine di Napoleone III, i francesi intaccarono il dominio dei Nguyễn nel settembre 1858 occupando il porto di Đà Nẵng con una flotta guidata dall'ammiraglio de Genouilly dopo che erano iniziate le persecuzioni e le espulsioni ai danni dei missionari cattolici. Dopo qualche mese i francesi lasciarono Da Nang e nel febbraio 1859 conquistarono la scarsamente difesa Saigon. L'operato di de Genouilly ebbe dure critiche a Parigi e nel 1859 fu rimpiazzato dall'ammiraglio Page che ebbe il compito di firmare un trattato per la protezione dei missionari senza conquistare nuovi territori.
In seguito i francesi tornarono ad espandersi e nell'aprile 1862 i vietnamiti furono costretti a cedere le province meridionali di Biên Hòa, Gia Định e Định Tường. Quello stesso anno, l'imperatore Tự Đức cedette anche tre porti dell'Annam e del Tonchino e l'intera Cocincina, che nel 1864 fu dichiarata territorio francese. Nel 1867 la Cocincina francese si espanse nella province di Châu Đốc, Hà Tiên e Vĩnh Long. A partire dal 1872 iniziarono gli attacchi contro il resto del Paese, che divenne una colonia francese nel 1883 con il trattato di Huế, con cui fu istituito il protettorato francese sull'Annam e sul Tonchino.
Anche la Cambogia era diventata un protettorato dei francesi e insieme a Cocincina, Annam e Tonchino nel 1887 entrò a far parte della neonata Indocina francese, alla quale si aggiunse il Laos dopo la guerra franco-siamese del 1893. Durante la seconda guerra mondiale, con la Francia invasa dai tedeschi, l'Impero del Giappone occupò l'Indocina fino alla fine del conflitto, quando i francesi ripresero gradualmente il controllo del Vietnam.

### La Repubblica Autonoma
Il 1º giugno 1946, mentre la leadership Viet Minh era in Francia per negoziati, su iniziativa dell'Alto Commissario d'Argenlieu e in violazione dell'accordo di Ho-Sainteny del 6 marzo, un'assemblea territoriale locale proclamò una "Repubblica Autonoma". Nguyễn Văn Thinh, il primo capo del governo, morì apparentemente suicida nel novembre dello stesso anno. Gli successe Lê Văn Hoạch, un membro della setta caodaista. Nel 1947, Nguyễn Văn Xuân sostituì Lê e ribattezzò il "Governo provvisorio della Repubblica autonoma di Cocincina" come "Governo provvisorio del Vietnam Meridionale", suggerendo che il suo obiettivo era quello di riunire l'intero paese.
L'anno successivo fu proclamato il Governo Centrale provvisorio del Vietnam con la fusione dell'Annam e del Tonchino: Xuân ne divenne primo ministro e lasciò l'incarico in Cocincina, dove fu sostituito da Trần Văn Hữu. Xuân e i francesi avevano concordato di riunire il Vietnam, ma la Cocincina rappresentava un problema a causa del suo status giuridico non ben definito. Alla riunificazione si opposero i coloni francesi, ancora influenti nel consiglio della Cocincina, e gli autonomisti del Vietnam meridionale: ritardarono il processo di riunificazione sostenendo che la Cocincina era ancora legalmente una colonia (poiché il suo nuovo status di repubblica non era mai stato ratificato dall’Assemblea nazionale francese) e che qualsiasi modifica territoriale richiedeva quindi l’approvazione del parlamento francese. Xuân emanò uno statuto che riuniva la Cocincina al resto del Vietnam, ma fu annullato dal consiglio cocincinese.
La Cocincina rimase separata dal resto del Vietnam per oltre un anno, mentre l’ex imperatore Bảo Đại (che i francesi volevano riportare al potere come alternativa politica a Ho Chi Minh) si rifiutò di tornare in Vietnam e di assumere l’incarico di capo di stato fino a quando il paese non fosse completamente riunito. Il 14 marzo 1949, l'Assemblea nazionale francese votò una legge che permetteva la creazione di un'assemblea territoriale della Cocincina. Questo nuovo parlamento della Cocincina fu eletto il 10 aprile 1949, con i rappresentanti vietnamiti che divennero allora la maggioranza. Il 23 aprile, l'Assemblea Territoriale approvò la fusione del governo provvisorio del Vietnam meridionale con il Governo Centrale provvisorio del Vietnam. La decisione fu a sua volta approvata dall'Assemblea nazionale francese il 20 maggio, e la fusione divenne effettiva il 4 giugno. Fu quindi proclamato lo Stato del Vietnam, con Bảo Đại come imperatore.

### Cacciata dei francesi
Nel frattempo ad Hanoi i comunisti Viet Minh di Ho Chi Minh avevano proclamato l'indipendenza della Repubblica Democratica del Vietnam il 16 agosto 1945. Il rifiuto francese di riconoscere il nuovo Stato portò allo scoppio della guerra d'Indocina, che ebbe fine nel 1954 con il trionfo dei comunisti e la cacciata dei francesi.
Il Vietnam fu diviso in due stati, il Vietnam del Nord con capitale Hanoi e il Vietnam del Sud con capitale Saigon. La Cocincina entrò a far parte del Vietnam del Sud, la cui sconfitta nella guerra del Vietnam nel 1975 portò all'unificazione del Paese.